# Мессия в иудаизме

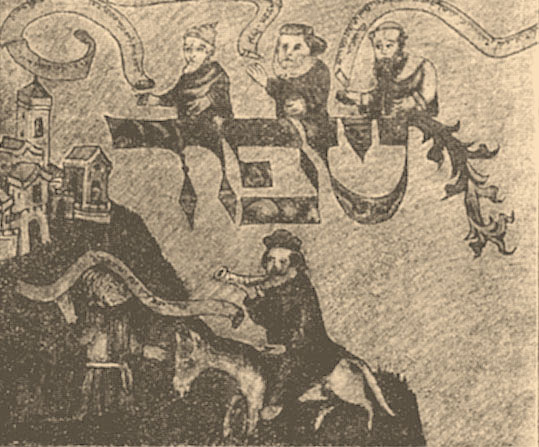
Пророк Илия возвещает пришествие Мессии. Раскрашенный махзор из Франкфурта-на-Майне

Месси́я в иудаи́зме (др.-евр. הַמָּשִׁיחַ‬, ха-маши́ах; арам. משיחא, мши́хо; др.-греч. κεχρισμένος, кехрисме́нос — «помазанник») — идеальный государь мессианских времён. Часто употребляется в вавилонском Талмуде и в мидрашах без артикля, как имя собственное.
Эллинизированное слово Μεσσιας (Messias), которое по-еврейски возможно только в сослагательном наклонении (как предположительное, желательное действие), произошло под влиянием его арамейской формы, бывшей разговорным языком еврейского населения Иудеи во времена Иисуса. В первый раз, однако, «Мессия» встречается в апокалиптической литературе с определённым артиклем и без соединения с другим словом. В Библии такое выражение встречается только один раз, в книге пророка Даниила; но в апокалиптической и в раввинской литературе это слово (Машиах) постоянно обозначает мессианского царя.
Однако сама идея о Божьем избраннике проходит через весь Ветхий Завет, как естественное следствие упования пророков на лучшее будущее. Впервые этот идеал будущего владыки дан Исаией. Описываемая Исаией великолепная картина далёкого будущего соответствует его взглядам на нравственное перерождение, следствием которого будет совершенство в моральном и религиозном отношениях. Представление о Мессии встречается снова только во времена Иеремии и Иезекииля. Благочестивый «отпрыск Давида» установит справедливый суд в стране, и имя его будет צדקנו יהוה‎ («Господь — наше спасение», синод. пер. «Господь оправдание наше»). У Иезекииля он «станет могущественным кедром» (синод. «величественным кедром») и есть не кто иной, как сам царь Давид. Хотя амора Гилель бен Гамлиэль (III век) учительствовал, что Мессия не придёт в будущем, ибо пророчества о нём давно исполнились во время царя Езекии.

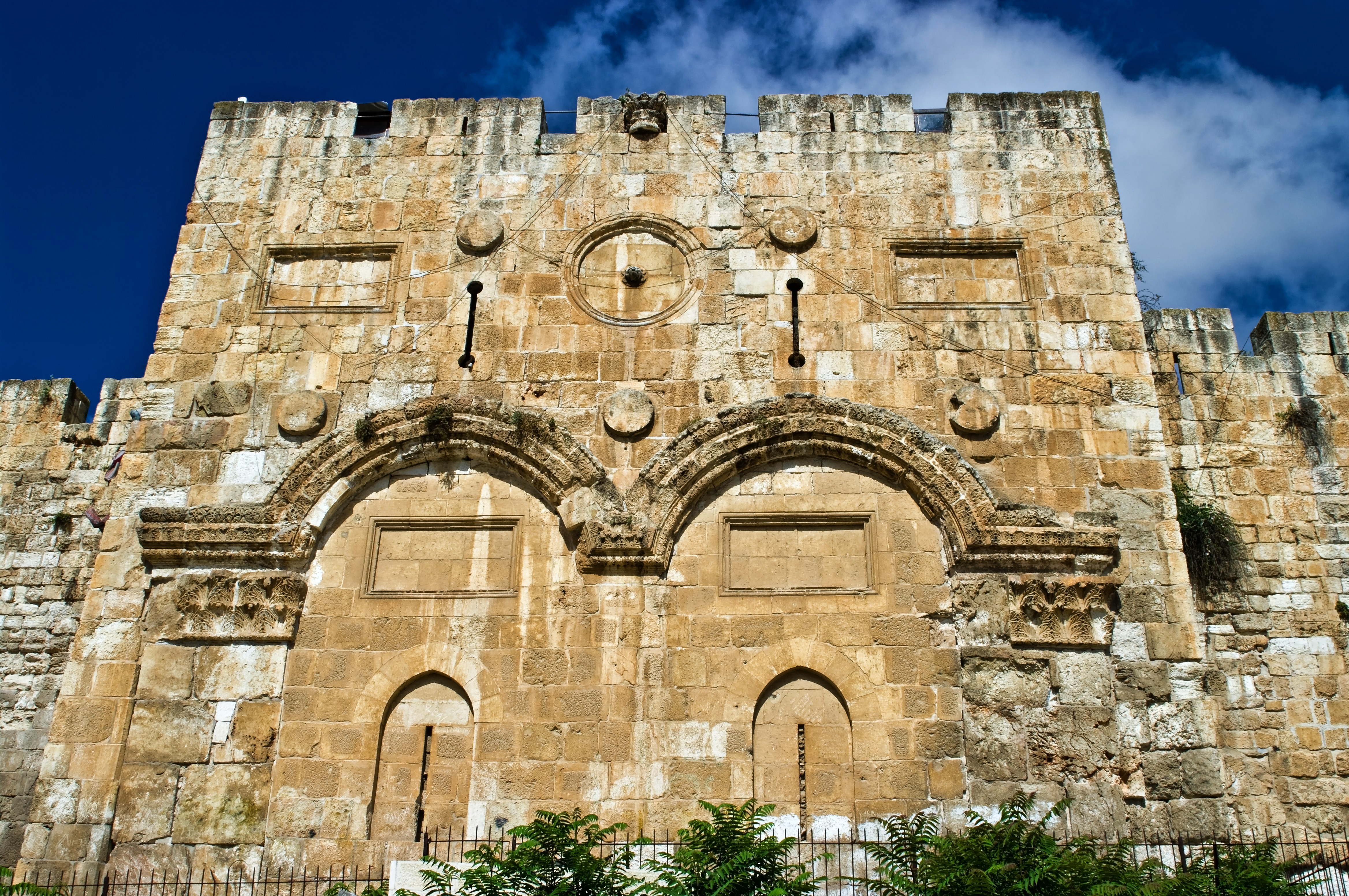
Ворота милосердия — место, где, согласно древней еврейской традиции, Мессия войдет в Храм верхом на осле

Мессианские настроения иудаизма затем пошли двумя путями, резко отличавшимися друг от друга, один — в мир реальный и национальный, другой — в мир неземной, трансцендентальный и универсальный. Стал вырисовываться двойственный характер Мессии, земной владыка из дома Давида и небесный, предвечный. В талмудической литературе господствует представление о земном Mессии, а начиная с конца I столетия н. э. оно является официально признанным в иудаизме.

## Библия

Слово машиах на иврите

### Употребление слова
В соединении с именем Бога (Yhwh) слово «мессия» в Ветхом Завете встречается довольно часто — Meshiaḥ Yhwh (mashiaḥ YHWH) — в значении царствующего лица как помазанника Божия.
- Книга Самуила:
  - «…[Господь] будет судить концы земли, и даст крепость царю Своему и вознесет рог помазанника Своего» (1Цар. 2:10);
  - «И поставлю Себе священника верного; он будет поступать по сердцу Моему и по душе Моей; и дом его сделаю твердым, и он будет ходить пред помазанником Моим во все дни» (1Цар. 2:35);
  - «…свидетельствуйте на меня пред Господом и пред помазанником Его…» (1Цар. 12:3);
  - «…свидетель на вас Господь, и свидетель помазанник Его…» (1Цар. 12:5);
  - «И когда они пришли, он, увидев Елиава, сказал: верно, сей пред Господом помазанник Его!» (1Цар. 16:6);
  - «Но Давид сказал Авессе: не убивай его; ибо кто, подняв руку на помазанника Господня, останется ненаказанным?» (1Цар. 26:9);
  - «…меня же да не попустит Господь поднять руку мою на помазанника Господня; а возьми его копье, которое у изголовья его, и сосуд с водою, и пойдем к себе» (1Цар. 26:10, 11);
  - «…вы достойны смерти за то, что не бережете господина вашего, помазанника Господня. Посмотри, где копье царя и сосуд с водою, что [были] у изголовья его? » (1Цар. 26:16);
  - «и да воздаст Господь каждому по правде его и по истине его, так как Господь предавал тебя в руки [мои], но я не захотел поднять руки моей на помазанника Господня» (1Цар. 26:23);
  - « Тогда Давид сказал ему: как не побоялся ты поднять руку, чтобы убить помазанника Господня?» (2Цар. 1:14);
  - «И [тот] убил его, и он умер. И сказал к нему Давид: кровь твоя на голове твоей, ибо твои уста свидетельствовали на тебя, когда ты говорил: я убил помазанника Господня» (2Цар. 1:16);
  - «…неужели Семей не умрет за то, что злословил помазанника Господня?» (2Цар. 19:21);
- Книга Хроник
  - «Господи Боже! не отврати лица помазанника Твоего, помяни милости к Давиду, рабу Твоему» (2Пар. 6:42);
- Псалтирь
  - «величественно спасающий царя и творящий милость помазаннику Твоему Давиду и потомству его во веки» (Пс. 17:51);
  - « Ныне познал я, что Господь спасает помазанника Своего, отвечает ему со святых небес Своих могуществом спасающей десницы Своей» (Пс. 19:7);
  - «Там возращу рог Давиду, поставлю светильник помазаннику Моему» (Пс. 131:17);
- Плач Иеремии
  - «Дыхание жизни нашей, помазанник Господень пойман в ямы их, тот, о котором мы говорили: „под тенью его будем жить среди народов“» (Плач. 4:20).

Очень часто это название прилагается к первосвященнику, который также был помазан на этот сан: «ха-кохен ха-машиах»:
- Книга Левит
  - «если священник помазанный согрешит…» (Лев. 4:3);,
  - «и возьмет священник помазанный…» (Лев. 4:5);
  - «И внесёт священник помазанный…» (Лев. 4:16);
  - «и священник, помазанный на место его из сынов его, должен совершать сие: это вечный устав Господа» (Лев. 6:22);

В послепленную эпоху, когда первосвященник стал фактически занимать место царя, по отношению к нему стали употреблять выражение «Машиах Нагид» (Книга Даниила) или только «Машиах», как это прилагалось к Онию III:
- Книга пророка Даниила
  - «Итак знай и разумей: с того времени, как выйдет повеление о восстановлении Иерусалима, до Христа Владыки семь седмин и шестьдесят две седмины; и возвратится [народ] и обстроятся улицы и стены, но в трудные времена. И по истечении шестидесяти двух седмин предан будет смерти Христос, и не будет; а город и святилище разрушены будут народом вождя, который придет, и конец его будет как от наводнения, и до конца войны будут опустошения» (Дан. 9:25, 26).

Подобно тому, как помазание выделяло первосвященника из среды его братьев, ставило его в особые отношения к Творцу (ср. Лев. 8:12, Лев. 21:10—12; Зах. 3:7), так и помазание царя обращало его в избранника, в представителя власти Господа на земле, чтобы свидетельствовать его славу перед всем народом (ср. 2Цар. 7:8—11, Ис. 4:4; Пс. 88:4, Пс. 88:21—29).
Как помазанник Божий, особа царя являлась священной и неприкосновенной (ср. 1Цар. 26:9). В этом смысле משיח ה׳ (Машиах Яхве; «Meshiaḥ Yhwh») и фигурирует впоследствии в Ветхом Завете.
Исаия (Ис. 45:1) называет Кира «Помазанником Божиим», так как он являлся орудием для выполнения Его предначертаний; освобождая евреев от плена и разрушая Вавилонское царство, он открывал новую эру распространения царства Господа по всему миру. В Пс. 104:15 патриархи также называются «помазанниками Божьими», ибо особы их находятся под особым покровительством Неба, в силу чего они считались и неприкосновенными. Наконец, в Авв. 3:13; Пс. 27:8 (возможно, и в Пс. 88:39, 88:52) помазанником Господа назван и Израиль, как Богом избранный народ.
Точно так же в этом смысле — в приложении к израильтянам или к какому-нибудь еврейскому царю — употреблено слово Мессия («машиах») в Пс. 2:2, хотя многие это место понимали в мессианском смысле. Первое толкование находится в Мидраше, хотя мессианское понимание проведено в эсхатологических описаниях.

### Идеал владыки у пророка Исаии
Впервые идеал Божьего избранника как будущего владыки дан пророком Исаией (Ис. 9:1—6; 11:1—10; 32:1—5).
Идеал владыки в мечтах пророка Исаии являлся отпрыском дома Ишая (отца царя Давида, слав. Иессея), на нем почиет дух Господа, как дух мудрости, храбрости и веры, который будет править в страхе Божьем, опоясав свои чресла справедливостью и верностью (Ис. 11:1—3, 5). Он не станет вести войн, чтобы побеждать народы, и все орудия войны будут уничтожены (Ис. 9:4). Его единственным желанием будет установление справедливости среди своего народа (Ис. 9:6; 11:3, 4). И плодами его справедливого правления будет мир и порядок в его владениях. И не станет ягнёнок бояться волка, а змея мирно уляжется рядом с дитятей. И на святой горе не будет процветать тирания и насилие, ибо вся страна будет полна познания Господа, подобно водам, покрывающим море (ср. Ис. 32:1, 2, 16). Народ перестанет увлекаться политическими успехами и будет вести идиллическую жизнь (Ис. 32:18—20). В идеальных условиях страна будет процветать и перестанет бояться нападений других народов (Ис. 9:6; 32:15). Новый отпрыск Иессея будет маяком для других наций, и они будут приходить к нему на суд и на совет (Ис. 11:10). «…и нарекут имя Ему: Чудный, Советник, Бог крепкий, Отец вечности, Князь мира» (Ис. 9:6). В Славянской Библии этот стих звучит: «..и нарекут имя Ему: Великого Совета Ангел, Чудный, Советник, Бог крепкий, Властелин, Князь мира, Отец будущего века…».
Славная картина далекого будущего соответствует взглядам Исаии на нравственное перерождение, следствием которого будет совершенство в моральном и религиозном отношениях. Горькая же действительность готовила ему союзы с Ассирией и Египтом в то самое время, когда он проповедовал надежду на одного Господа (Ис. 7:9; ср. 5:4; 8:13; 30:15).

#### Еммануил
Согласно пророку Исаии, Спаситель будет рождён от almā (дреевр. עַלְמָה — в значении «молодая женщина детородного возраста»). (Ис. 7:14): «За то Яхве Сам даст вам знамение: вот, эта молодая женщина забеременеет и родит сына, и наречет ему имя: Еммануил» (с древнеевр. «с нами Бог»).

### У Иеремии и Иезекииля
Представление о Μессии встречается снова, по мнению критической школы, только во времена Иеремии и Иезекииля, так как картина мессианских времен, нарисованная Михой (Мих. 5:1, 3—8), где евреи и Мессия являются духовными владыками мира, не может будто быть продуктом пророчества, предшествовавшего пленению. В сравнении с Исаией картина Иеремии беднее красками, но в целом она вполне походит на пророчество Исаии. Благочестивый «отпрыск Давида» установит справедливый суд в стране, и имя его будет צדקנו ה״ («Бог — наше спасение», Иер. 23:5, 6). Почти те же слова звучат в стихе Иер. 33:15, 16. Правда, в последнем стихе они приложимы к Иерусалиму, но критики без достаточного основания относят эти стихи, равно как и стихи Иеремии (Иер. 33:9, 21), к более позднему времени.
Чисто пассивной фигурой является Мессия Иезекииля; единственное место, говорящее о нём, гласит: др.-евр. «он станет могущественным кедром»‬ (Иез. 17:23). Великое возрождение народа, восстановление царства — дело рук Господних.
Но совершенно новая черта Мессии является в главах Иер. 34:23 и сл.; 37:24 и сл., относящихся к эпохе изгнания, — ожидаемый избавитель народа, великий владыка будущего — не кто иной, как сам царь Давид. Восстановить древнюю славу Иудеи мог также только один из её славных царей в прошлом. На возвращение Давида намекают стихи Иеремии (Иер. 30:9), пророка Осии (Ос. 3:5; др.-евр. «и Давид их царь»‬), как и отдельные намеки, разбросанные по всей новоеврейской апокалиптической литературе (хотя во всех этих местах речь скорее идёт не о самом Давиде, а о его династии).

### У Аггея и Захарии
В послевавилонскую эпоху пророчества о Мессии имеются только у Аггея и Захарии. Оба пророка видят обещанного Мессию в лице Зоровавеля — «отпрыска Давида», но все его деяния ограничиваются восстановлением храма и славой великого правителя (Агг. 2:23; Зах. 3:8; 6:12).
Много общего с Мессией Исаии имеет Мессия Захарии. Князем мира восстанет он из среды благочестивых и угнетённых, и не в блеске военной славы войдёт он в Иерусалим, а верхом на ослице. И не мечом будет сильна его власть, ибо он уничтожит все орудия войны (если вместо הבדתי читать, согласно Септуагинте, הבדת/Hichrit, 3-е лицо м. р.), но властью, ему данной, он установит всемирный мир. Таким образом, к идеалу Исаии в представлении Захарии уже присоединилась надежда на всемирное господство, идея, взлелеянная его временем.

### У второго Исаии
Земной Мессия отсутствует во второй части книги Исаии (Девтероисаия; Deutero-Isaiah; главы 40—55), где широкий универсализм является завершением религиозных представлений пророков и высшей ступенью идеала Мессии. Спасение человеческого рода — конечная цель истории, и прерогатива Израиля — терпеть ради блага всего мира; и для этого израильтяне были призваны Господом, будучи орудием в исполнении Его предначертаний. Израиль — «слуга Божий» (Ис. 42:1—6; 69:1—6; 50:4—9; 52:13—53:12), при его посредстве последует возрождение человечества. «Раб Божий» распространит истинную веру среди народов, обратит и их в слуг Божьих и приведёт все языки к познаванию Его (45:23). Конечно, имеется при этом в виду Израиль будущего, идеальный народ, поднявшийся до нравственного совершенства благодаря своей удивительной преданности Богу. В книгах пророков Исаии (2:1—4) и Михея (4:1—4) такая же картина мессианского будущего: религиозный центр всего мира — Иерусалим, спасение которого будет светить всему миру, после чего наступит всеобщий мир.

### У Малахии
Отсутствует представление о Мессии у послевавилонских пророков, например у Малахии, равно как и в апокалипсисе Исаии (24—26). Сам Господь без всякого посредника освободит свой народ, выведет его из настоящего приниженного состояния и положит начало новой эре всемирного счастья. Однако Малахия говорит о дне Страшного суда, когда праведные и нечестивые получат по делам своим, а в заключительных словах его упоминается вестник Господа — Илия, который примирит отцов с детьми перед наступлением дня Господня. Но о самом Mессии у Малахии нет ни слова.

## Апокрифы
Как и в вышеперечисленных книгах пророков, так и в древних апокрифических произведениях фигура Мессии остаётся неопределённой. Если Первая книга Маккавеев в самых общих чертах упоминает об обещании, данном Давиду, что трон его будет восстановлен (1Мак. 2:57), но ничего подобного нет ни в Бен-Сире, ни в книге Юдифи, ни в книге Варуха, ни в кн. Товита, ни одного намёка нет и во II книге Маккавеев или в Премудрости Соломона. Древнегреческий автор «Премудрости Соломона» настолько проникнут универсализмом, что идея о Μессии заранее исключена из его произведения, и ни одной национальной черты нет в его эсхатологической картине. То есть, начиная с пророков, вера в идеальное будущее стала характерной чертой иудаизма, но в последующую эпоху представление о Μессии как воплощение этой идеи было далеко отодвинуто на задний план и не играло выдающейся роли.

## Александр Македонский как Мессия
В Александре Македонском, молодом триумфаторе, евреи увидели того таинственного владыку будущего, о котором говорили пророки. Эта вера отразилась в рассказе о легендарной встрече Александра с первосвященником Иаддуем (евр. Иаддуа), о которой повествуют Талмуд (Йома, 69а; где священника зовут Симон Праведный) и историк Иосиф Флавий («Древн.», XI, 8). Александр признаёт в маститом первосвященнике того незнакомца, который явился ему во сне, обещая покорение Азии и великой персидской монархии. Он поклоняется Господу, имя которого начертано на золотой доске (cidaris) у священника, и вместе с ним отправляется в Иерусалим, где приносит в храм жертвоприношения. Ему показывают книгу пророка Даниила, пророчества которой предсказывают падение Дария и власть греков. Александр принимает это пророчество на свой счёт.
Как центральная фигура, вокруг которой были все надежды народов Европы и Азии, Александр вызвал целый цикл народных легенд, в особенности в Александрии, который и послужил основанием для александрийского романа Псевдо-Каллисфена.
Его память живёт и в средневековых апокалиптических текстах, где Александр заключает Гога и Магога за Горами Тьмы далекого Севера. Версии этой легенды у Якова бен-Серуга (521) и в Коране (Сура, 18) не оставляют никакого сомнения в их чисто апокалиптическом происхождении.
Но всё это не относится к палестинским евреям, которые в своих легендах заставляют Александра поучиться у мудрецов юга (חכמי נגב, Тамид, 31—32) и высказать такую безнравственную мысль, что когда двое тяжущихся о кладе оказываются некорыстолюбивыми, то следует их убить и отобрать клад в царскую казну (Вайикра рабба, XXVII). Александр — прямая противоположность идеалу Мессии, который своим чутьём судит правильно (מודח ודאין, Санг., 93б).
Всё это говорит о том, что идея мессианства в те времена ещё не представляла собой символа веры всей еврейской нации.

## Апокалиптическая литература
В первых апокалиптических произведениях нет реального Мессии, как нет его и в более древней части книги Еноха (Апокалипсис десяти недель), и в книге Юбилеев.
Не было и в маккавейское время, за исключением вышеупомянутого места кн. Даниила, где имеются расплывчатые намеки на Мессию. Сам автор Дан. 7:13 объясняет, что «человекоподобный» («ке-Бар Энош» / «ke-bar enash»), который получит власть над божественной всемирной монархией, олицетворяет собой (Дан. 7:18, 22, 27) «священный народ Божий», то есть правоверных евреев (קדישי עליונין). Они являются представителями Господа в «Царстве Божьем» на земле, поэтому их олицетворяет человеческая фигура, в то время как другие представлены фигурами животных.

### Зарождение веры в земного Мессию
Падение династии Маккавеев, деспотизм Ирода Великого и возраставшая тирания Рима всё более и более ухудшали положение евреев, и вера в Мессию-избавителя, в реального Мессию, затемнённая во время преобладания саддукеев, опять возродилась. Было вполне естественно, что новый избавитель от узурпатора-идумейца, который покончит навсегда с римской зависимостью, будет из дома Давида. Вера в реального Мессию всё более и более возрастала и стала общепризнанной. О ней свидетельствуют Флавий (Иуд. B., VI, 5, § 4), Тацит (Hist, V, 13), Светоний (Vespasian, IV), и даже в картине будущего, нарисованной Филоном, несмотря на всю её моральную тенденцию, мессианский царь занимает подобающее место. «Молитва о пришествии Мессии» стала интегральной частью ежедневных молитв вскоре после разрушения храма, когда молитва Шемоне Эсре, («Shemoneh 'Esreh») в которую она входит, получила свою настоящую форму.
Что касается слов позднейшего аморы Гиллеля, утверждавшего, что Мессия не придёт в будущем, ибо пророчества о нём давно исполнились во время царя Езекии (евр. Хизкии; Санг., 99а), то это единичное мнение было всеми отвергнуто: Езекия жил до вавилонского пленения, а пророк Захария пророчествовал о Мессии после вавилонского пленения.

### Формирование идеи
С течением времени фигура ожидаемого Мессии в апокалиптической литературе становится рельефнее и постояннее. Как сама литература в целом, так и образ Мессии в частности приобретают в высшей степени фантастический характер, с крайне расплывчатым образом центральной фигуры. Весь мессианский и псевдомессианский материал вошёл без всякой обработки в одну картину, каждое поэтическое или фигуральное выражение пророков было принято в буквальном смысле и принято, как догмат.
Не было недостатка и в чужеземных элементах. Судя по времени, наиболее заметного вторжения гетерогенных элементов, быть может, нужно признать за Александрией выдающуюся роль в их слиянии, так как этот город сыграл большу роль в мировой цивилизации и был центром религиозного синкретизма. Развитие мессианских настроений того времени шло двумя путями, резко отличавшимися друг от друга. Один путь вёл в мир действительности, это было реалистическое и вместе с тем национальное направление. Другой — в мир неземной, трансцендентальный и универсальный. Соответственно двум путям на фоне этих представлений вырисовывается и двойственный характер Мессии. Рядом с земным владыкой из дома Давида выступает другой — небесный, предвечный (ср. предсуществование Христа), выработанный новыми представлениями.

### Староеврейская апокалиптическая литература
В староеврейской апокалиптической литературе первая книга, изображающая Мессию Земным владыкой, — «Видения семидесяти пастухов» (книга Еноха, гл. 85—110), составленная, по всей вероятности, в царствование Иоанна Гиркана (135—105 до н. э.). В виде белого быка он является в заключительной сцене мировой драмы (Енох; 110:37 и сл.), наводя страх и ужас на язычников. Но никакой активной роли он не играет. Сам Господь принимает участие в последней войне, объявленной язычниками Израилю, он устраивает суд и устанавливает всемирное господство своего избранного народа.
Того же характера и Мессия, обрисованный в тех частях Сивиллиных книг (III:652 и сл.), которые, по определению Гефкена, относятся к 83 году до н. э. Стихи 652—666 рисуют его царём, посланным Господом с восходом солнца, чтобы прекратить войны, покоряя одни народы и заключая вечные договоры с другими. Наступает великий день суда, и язычники обращаются к Богу; на земле водворяется вечное Божье царство и вечный ненарушимый мир. Как ни странно, Мессия ни разу не упоминается. Действительно, начиная с 781 стиха говорится об израильтянах как о пророках Господних, как о судьях человечества и как о справедливых царях, которые положат конец царству меча на земле.

### Псалмы Соломона
В «Псалмах Соломона» (XVII), возникших после взятия Иерусалима Помпеем (63 г. до н. э.), Мессия именуется «сыном Давида, который появится Господу одному, известно когда». Он низвергнет несправедливых правителей, освободит Иерусалим и уничтожит нечестивых язычников. Он соберет со всех концов света рассеянное племя Израиля, распределит его по коленам в Святой Земле и начнет собственное царство мира. Он покорит язычников и прославит Господа перед всей вселенной, Иерусалим будет очищен и засияет в древней славе, и придут к нему на поклонение со всех концов мира, свидетельствуя славу Господа. Все описание царства будущего ярко отражает на себе влияние пророка Исаии (Ис. 11:1 и сл.). Чистый от греха, сильный верой в Бога и исполненный духа Божия, храбрости и справедливости Мессия высоко поднимет знамя благочестия и силой своего слова заставит грешников отказаться от греха. В его стране наступит справедливость, а беззаконие не будет известно. Он не будет опираться на конницу и пехоту, не станет собирать войска и копить золото и серебро для войны. Его единственной надеждой будет Господь.

### Апокалипсис Варуха
По апокалипсису Варуха (70—100 н. э.) земной Мессия объявится к концу четвёртой всемирной монархии, чтобы разрушить её. Последний её правитель предстанет в цепях перед Мессией на Сионской горе, где ему нарисуют всю ужасную картину его беззаконного правления и Мессия собственноручно предаст его смерти. Враждебные Израилю нации станут добычей меча, а остатки их покорятся. Мессия установит свой трон мудрости и начнёт царство блаженства и нравственности до окончания веков, то есть гибели нашего мира (29:3; 39:5—60:3; 72—73:4. Глава 30:1 должна быть отнесена, согласно труду «Jüdische Eschatologie» Поля Вольца, с. 37 и 203, к числу христианских вставок).

### Завещания патриархов
Более оригинальна в своем представлении о Μессии книга завещания Левия (гл. 8 и 18), где Он даже не является потомком Иуды (как в Завете Ииды, гл. 24) и Давида, а из колена священников — левитов. Очищая дух человеческий и искореняя зло, распространяя познание Господа, он действует сообразно своему сану, которым он будет пользоваться во веки веков. Он откроет врата рая, сбросит меч, угрожавший праотцу Адаму и всем святым, даст вкусить от древа жизни. Белиал будет заключён в цепи, а своим детям Мессия даст силу торжествовать над злыми духами.
По своему духовному началу завещание Иуды соответствует завещанию Левия (гл. 24), как и по своей тенденции универсализма. Единственная миссия долгожданного Мессии — нравственное возрождение человечества, а его царство — на благо всего мира.
Если действительно завещание двенадцати патриархов, как это хотел доказать Буссе, написано во времена Маккавеев, тогда легко понять господствующую тенденцию относительно происхождения Мессии из дома священников — царей Маккавеев.

## Небесный предвечный Мессия

### Книга Еноха
Впервые с идеей предвечного Мессии небесного происхождения мы встречаемся в эсхатологической части книги Еноха (37—71), написанной в первое столетие до н. э. Мессия назван «Сыном человеческим», существом, подобным ангелам по внешности, человеком, сидящим на небе рядом с «Ветхим деньми» (66:1), или, как это выражено в ст. 39:7, «под крыльями Господа Духов». Имя его было произнесено перед Господом до сотворения солнца и 12 знаков зодиака и задолго до того, как звёзды и небеса были созданы (48:3, 6). «Он был избран и скрыт Господом до возникновения мира и останется перед Ним до окончания веков» (69:2б; ср. 62:6), «его слава будет существовать от века до века, а мощь его из рода в род». Мессия изображён воплощением справедливости и мудрости посредством божественных откровений (66:3; 69:1, 2а, 3). И по окончании времён Господь откроет его людям и поместит его на трон своей славы, дабы он судил все сотворенное согласно цели, ради которой он был сотворён с начала.

#### Суд Мессии
И когда он встанет судить, мир падёт перед ним ниц, славословя его и Господа духов. К общему гимну присоединится голос избранных в саду жизни и голос ангелов на небесах. «Он будет судить все сокровенные существа и никто не будет в состоянии ложно оправдаться перед ним». Он привлечёт к суду Азазеля и всех присных его, и всех подвластных ему духов. Проклятию будут преданы все злые земли, главным образом, нечестивые властители и сильные мира сего, но для справедливых и избранников Мессия уготовит вечное блаженство и во веки веков пребудет в их среде (65:3, 4; 66:4—6; 68:4—10; 99:4; 51:3; 55:4; 61:7—62:14).

#### Енох или Метатрон
Интересно отметить, что в добавлении к эсхатологической части книги Еноха последний сам является сыном человеческим, а значит Мессией (71:14), — в еврейской книге Еноха и в славянской. В талмудической же литературе часто то же самое говорится о Метатроне (высший прислуживающий дух, ближайший к Господу, представитель Его всемирного господства), что служит связующим звеном между понятием о Μессии и Логосом (евр. «Мемра» מימדא; «Маамар», מאמד), который часто является у Филона как царь будущего.

### Книга Эзры (слав. Ездры)
Третья книга Ездры (ок. 100 года н. э.) рисует Мессию предвечного и Мессию земного. Предвечный является в виде человека, восходящего из моря (гл. 13), и «походит он на человека» и назван «ille homo» или «ipse homo» (ст. 3,12), а под влиянием кн. Даниила он «носится с тучами небесными» (Дан. 7:3). Земной представлен (гл. 7:28; 11:37—46; 12:31—34) «львом, который произойдет от семени Давида» и разрушит четвёртую всемирную державу; будет царствовать 400 лет, до окончания мессианского междувременья, а затем умрёт со всем родом человеческим.
Из других точек соприкосновения с эсхатологической книгой Еноха отметим, что Мессия есть тот, кого Всевышний сохранил испокон веков для освобождения созданного мира (ст. 26), затем «подобно тому, как никто не может ни проникнуть в морскую глубину, ни изучить того, что находится в ней, так никто из обитателей земли не может видеть Моего сына или спутников его (то есть ангелов и духов, сопровождающих его) до наступления назначенного часа».
Указанием на его предвечное существование в небесах служит стих «Ты будешь взят из среды людей [на небеса] и будешь существовать с Моим сыном и его спутниками до скончания времени» (14:9).

### Книги Сивилл
Трудно установить, кого имеют в виду Сивиллины книги (V, 415—430), Мессию небесного или земного, говоря о «благословенном человеке, который снизойдёт с небес».

### «Вознесение Моисея»
В «Вознесении Моисея» (ок. 4 года до н. э.), на основании отождествления сына человеческого, он же Мессия с Енохом, он же Метатрон (кн. Еноха 71:14), можно заключить, что здесь имеется в виду Мессия небесно-предвечный, так как указано, что по окончании довлеющей скорби, когда Господь установит свою власть над всем творением, «он отмстит тотчас же за израильтян».

## Раввинская литература
Пророк Даниил (Дан. 7:13), подобно автору 3-й книги Ездры (XIII), очевидно, имел в виду Мессию предвечного. При этом следует отметить, что в то же самое время, когда господствующим является мессианское толкование талмудистов (см. Санг., 98а), греческий текст этого места не только даёт ему мессианское толкование о «Бар-Наш» (Bar Nash), но даже и в «Καὶ ώζ παλαίος ημερων παρων», добавленном к «ώς υιος ανθσώπον η̉ρχετο», несомненно заключена идея предвечного Мессии. Впрочем, вопреки утверждениям многих, что все те места, которые касаются сына человеческого, он же Мессия в книге Эноха и 2-й книге Ездры, относятся к христианским вставкам, следует отметить, что «Бар-Наш», как «בןאדם» у Иезекииля, было общеизвестным среди евреев Палестины, равно как Метатрон — именем ангела высочайшего ранга в первые века христианства.
В талмудической литературе господствует представление о земном Mессии, а начиная с конца I века н. э. оно является официально признанным в иудаизме. Доказывается это «Молитвой о пришествии Мессии», где он называется «потомком Давида». Также со второго века сохранились свидетельства Иустина (Dialogus cum Triphone, гл. XLIX) и автора труда «Philosophumena» (IX:30); оба утверждают, что евреи в противоположность христианам верят в человеческое происхождение Мессии; автор «Philosophumena» добавляет, что к тому же Мессия должен быть из дома Давида.
Литургия более позднего происхождения, как и повседневная молитва, называют его везде потомком Давида. Что же касается его миссии, то она та же, что и в апокалипсисах древнейшего периода. Его назначение — избавить евреев от власти языческого мира, низвергнуть правителей-язычников и основать собственное царство.

### Небесный Мессия
Представление о предвечном Мессии встречается в «Песикта Раббати» (XXXIII, ΧΧΧVΙ; с. 152, 162, изд. М. Фридмана, 1880). Соответствуя эсхатологической части Еноха, первое из этих мест гласит: «В начале творения мира родился царь Μессия, о котором задумал Господь прежде, чем мир был сотворён». Другое место гласит, что Бог созерцал Мессию и его деяния до сотворения мира и скрыл его под своим троном. И спросил сатана Господа, что это за великий свет сияет под его троном. Господь ответил: «это некто, кто в будущем заставит тебя устыдиться». Получив разрешение посмотреть на Мессию, сатана взглянул, и его объял великий трепет, он пал ниц и воскликнул: «Воистину это Мессия, который низвергнет меня и всех язычников-правителей в преисподнюю».
О предвечном Мессии говорит и аггада, включая его в число семи существ, сотворённых до создания мира, и называя его «Ииннон» (Yinnon), намекая этим на Пс. 72:17 (это же место, по-видимому, имел в виду автор эсхатологической части Еноха в гл. XLVIII, 3). Следующее примечание говорит против утверждения Фердинанда Вебера и других учёных и подтверждает, что здесь речь действительно о предвечном существовании, а не о предназначении: «только Тора (закон) и Небесный трон славы были сотворены, что же касается других (пяти), то только мысль об их сотворении возникла».
«Откровение» рабби Иошуи бен-Леви (Барайта Иосифа бен-Леви; ברײתּא דר״ יהושע בן לוי), «Мидраш Конен» («Midrash Konen») и «Седер Ган Эден» («Seder Gan Eden») передают о его предвечном существовании ещё в раю, что, впрочем, не мешает именовать его в первых двух произведениях Мессией бен-Давидом.

### Земной Мессия
В талмудической литературе встречается также представление о предвечном земном существовании Мессии в отличие от вышеупомянутого небесного. Оно встречается в различных формах, по-видимому отражая стадии развития этой идеи. Мессия ведёт скрытую жизнь и появится внезапно. Та же идея выражена в Танахе, Шемот, согласно которому как первый избавитель евреев — Моисей был воспитан при дворе фараона, так и второй получит свое воспитание при дворе, в данном случае римском, почему и Агадат га-Машиах (Agadat ha-Mashiaḥ) утверждает, что Мессия внезапно откроется Израилю в Риме.
По другой версии, Мессия родился, но не открылся. Впервые эта версия встречается в «Диалоге» Иустина-Мученика «(Dialogus cum Triphone»; II век, гл. VIII), и согласно ей Санхедрин, 98а передаёт от имени Иошуи бен-Леви, что Мессия уже родился, но живёт в неизвестности в Риме. Согласно «Таргуму» Йонатана (комм. к Мих. 4:8), Мессия уже на земле, но вынужден скрываться из-за грехов своего народа. Другие версии даже указывают на день рождения Mессии, а именно — день разрушения Иерусалима (Иерусалимск. Брахот, 2), а апокалипсис Зеруббабеля утверждает, что он родился в дни царя Давида и скрывается в Риме.
Другой вариацией существования земного Мессии является отождествление его с царём Давидом; эта идея сквозит в сохранившихся отрывках «Сиддура» рабби Амрама и в Иерусалимском Брахоте (Иер. Бер., 2).
В раввинистической литературе о Мессии пишет Маймонид в «Законах о королях и их войнах», главы 11—12. Также см. Маймонид#Мессианский период.

### Мессия бен-Иосиф
В талмудической апокалиптической литературе выступает ещё одна фигура — Машиах бен-Йосеф (Мессия, сын Иосифа, или Эфраима).
Первые известия о нём встречаются в Сук. (52а, в), где о нём упоминается три раза, первый раз от имени рабби Досы (ок. 250 года). В последних двух упоминается только его имя. Первый говорит о судьбе, которая его ждёт. В силу традиции эта судьба готовит ему смерть в битве.
Только гораздо позже мы получаем о нём более подробные сведения, зато в последующие века он занимает вполне определённое место в апокалипсисе и мидрашитской литературе, как и в описании будущего у Саадии и у Гаи Гаона. Явится Мессия, сын Иосифа, до прихода Мессии, сына Давида; соберёт вокруг себя сынов Израиля, пойдёт на Иерусалим и, разбив силы враждебных народов, восстановит служение в храме и начнёт собственное царство. Но явятся грозные полчища Армилуса, или, по другим, Гога и Магога, они осадят Иерусалим, и царь Мессия падёт в битве. Его тело будет лишено погребения, и будет оно либо на улицах Иерусалима, по одним сказаниям, или предано земле вместе с патриархами, по другим, руками ангелов, и будет оно там скрыто до пришествия Мессии, сына Давида, который и воскресит его.
На Мессию, сына Иосифа, едва ли можно смотреть как на Мессию десяти колен. Он нигде не фигурирует в подобном виде, хотя два раза упоминается, что часть десяти колен станут под знамёна бен-Иосифа. Возможно, что существует некая связь между Мессией бен-Иосифом и сказанием об Александре, так как в Мидраше (комментарии) к Втор. 33:17, эмблемой Мессии, сына Иосифа, является «пара рогов», которыми он будет «бодать все стороны», точно так в Коране предание об Александре называет его «Двурогим» («Ду аль-Карнайн»; Dhu al-Ḳarnain). «Пара рогов» в библейском стихе (Втор. 33:17) символизирует два колена — Эфраим и Менасию (либо — Восток и Запад).